# سيارة الباندا

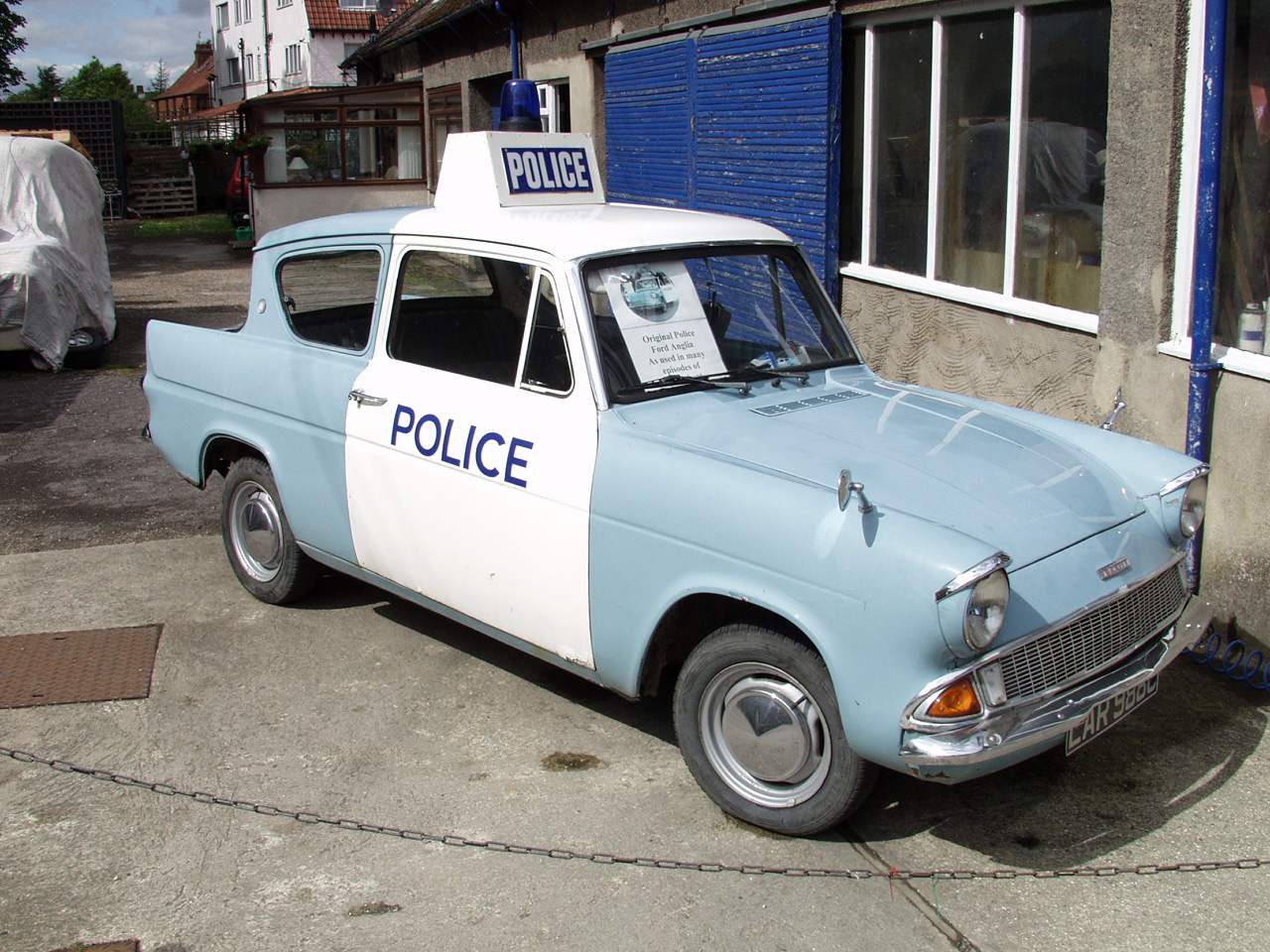
سيارة باندا فورد أنجليا في حقبة عقد 1960م

سيارة الباندا أو الباندا مُجرّداً، هي مصطلح يُشير إلى سيّارات الشّرطة البريطانية ذات الحجم الصغير أو المتوسط.

## تاريخ المصطلح
مصطلح «سيارة الباندا» استعمل للدلالة على سيارات الشرطة البريطانيّة المصبوغة بالأبيض والأزرق الفاتح. لم تكن سيارات الشرطة في بريطانيا تُصبغ بالأبيض والأسود، ولكن هذا المصطلح استعمل عند تصوير السّيارات في العروض التلفزيونية البريطانيّة.
أول استعمال لسيارة الباندا يُعتقد بأنه ظهر في منطقة لانشير كونستابلري حوالي عام 1965م، وصف رئيس شرطة استعمال سيارات الباندا البيضاء والزرقاء من طراز نوع فورد أنجليا في كيربي بمقالة جريدة ذا تايمز، في 26 يناير، 1966م.
في ثمانينات القرن العشرين، بدأت سيارات الباندا في المملكة المتحدة بأن تُطلب باللون الأبيض بدلاً من الأبيض والأزرق لتخفيض تكاليف الملكية. 

## وصلات خارجية
- أمثلة على عدّة أنواع من سيارات الشّرطة البريطانية.